# Виктор Пицурка
Виктор Пицурка (на румънски: Victor Pițurcă), роден на 8 май 1956 г., е бивш румънски професионален футболист и настоящ треньор.

## Кариера

### Кариера като футболист
Юноша е на Университатя Крайова, но започва кариерата си в Динамо Слатина. Една година по-късно се завръща в Университатя. Не успява да се наложи като титуляр, заради което напуска. Прекарва по един сезон с екипите на Пандури Търгу Жиу и Дробета–Търну Северин, преди да премине в Олт Сколничещ. Добрите му игри в Олт му печелят трансфер в местния гранд Стяуа Букурещ. Част от стелистите е в продължение на 6 години, като през 1986 година е част от отбора, спечелил КЕШ. Между 1983 и 1989 година изиграва 174 мача за Стяуа, в които бележи 137 гола. През 1989 година преминава във френския Ланс, където година по-късно приключва кариерата си.
За националния отбор записва 13 мача, в които вкарва 6 гола.

### Кариера като треньор
След като прекратява активната си кариера, започва кариера като треньор, първоначално като помощник в Стяуа, през 1991 г., а година по-късно поема отбора. Задържа се на поста само три месеца. През 1994 г. поема друг свой бивш отбор – Университатя Крайова. Под неговото ръководство отборът завършва на второ място през сезон 1994 – 95. След края на сезона е обявен за треньор на младежкия национален отбор на Румъния. През 1998 година отборът за пръв път в историята си се класира на Европейско първенство. След тези успехи поема и мъжкия национален отбор, който успява да класира на Евро 2000. Пицурка обаче е уволнен преди първенството, като причина за това става негов скандал с Георге Хаджи и Джордже Попеску. След това се завръща начело на Стяуа, като печели шампионската титла през 2001 година. Уволнен е през 2004 г. след скандал със собственика Джиджи Бекали. Веднага след това, за втори път в треньорската си кариера, застава начело на националния отбор. Не успява да го класира на Световното първенство през 2006 г., но достига до Евро 2008. След слабия старт на квалификациите за Световното първенство през 2010 г., Пицурка е уволнен. През 2010 г. за кратко е начело на Стяуа Букурещ и Университатя Крайова. На 14 юни 2011 г. се завръща за трети път като треньор на националния отбор. Въпреки множеството критики към играта на отбора, в крайна сметка успява да го класира до баражите в квалификациите за Световното първенство през 2014 г., където отпада от Гърция. През октомври 2014 г. напуска Румъния, за да поеме Ал–Итихад от Саудитска Арабия, където е уволнен след серия от слаби резултати през 2016 година.